# Libnotes ephippiata
Libnotes ephippiata là một loài ruồi trong họ Limoniidae. Chúng phân bố ở miền Australasia.